# Antonio Cominges
Antonio de Cominges Tapias (Vigo, 24 de julio de 1897-ibídem, 27 de enero de 1987) fue un arquitecto español.

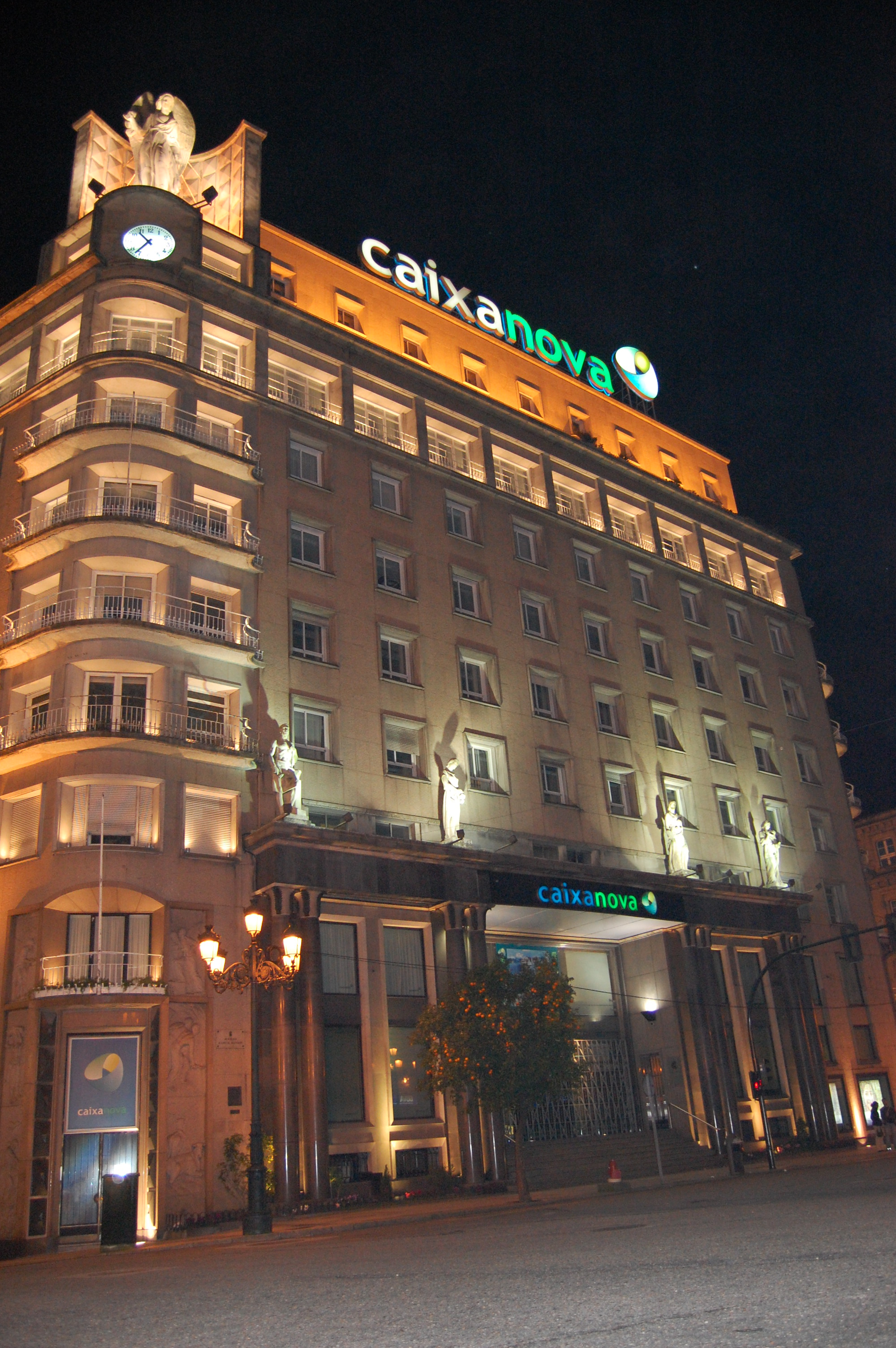
Sede de la Caja de Ahorros de Vigo, luego Caixanova, después Novacaixagalicia y actualmente ABANCA.

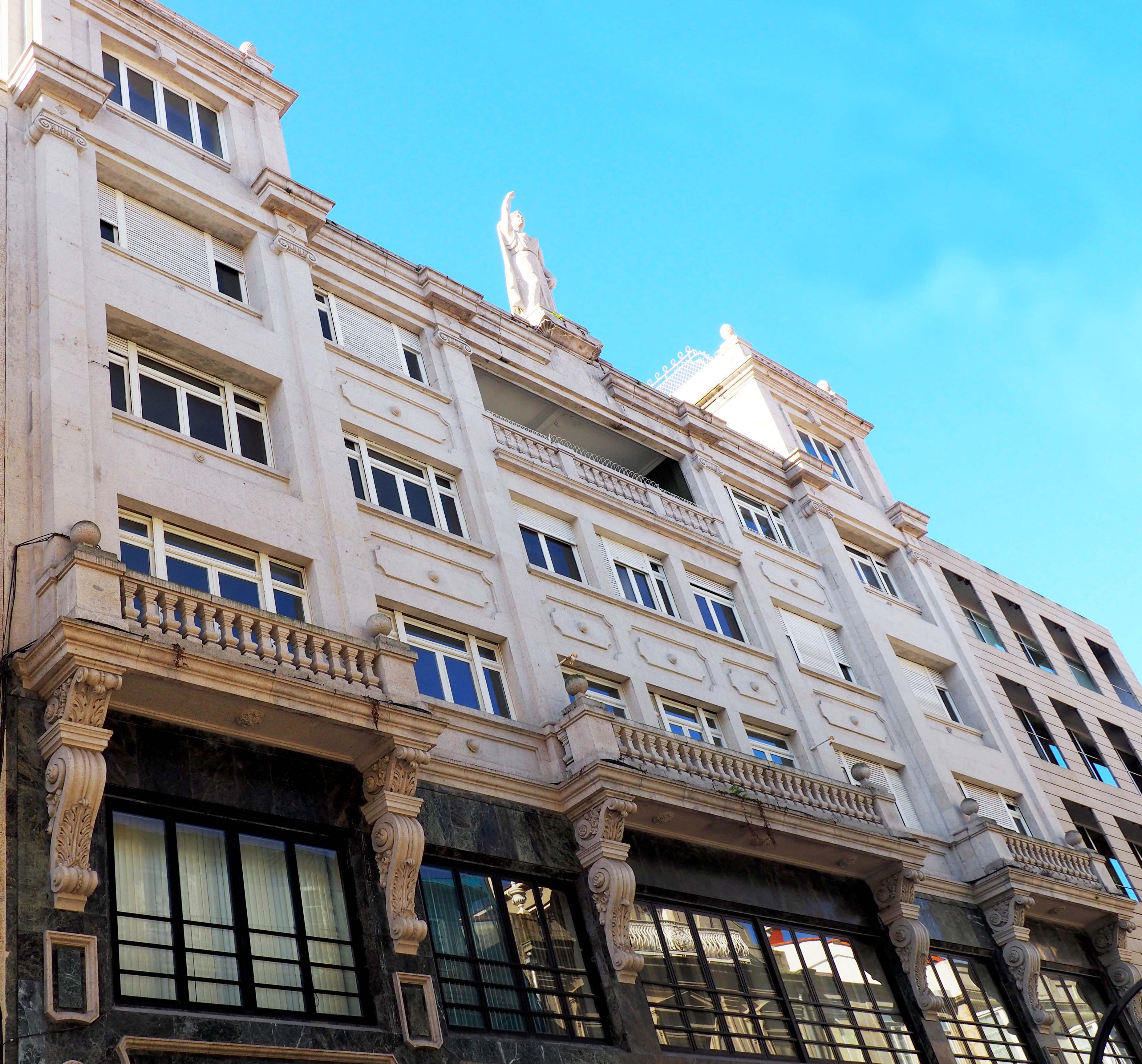
Fachada de edificio Romero en calle Príncipe nº. 32-34

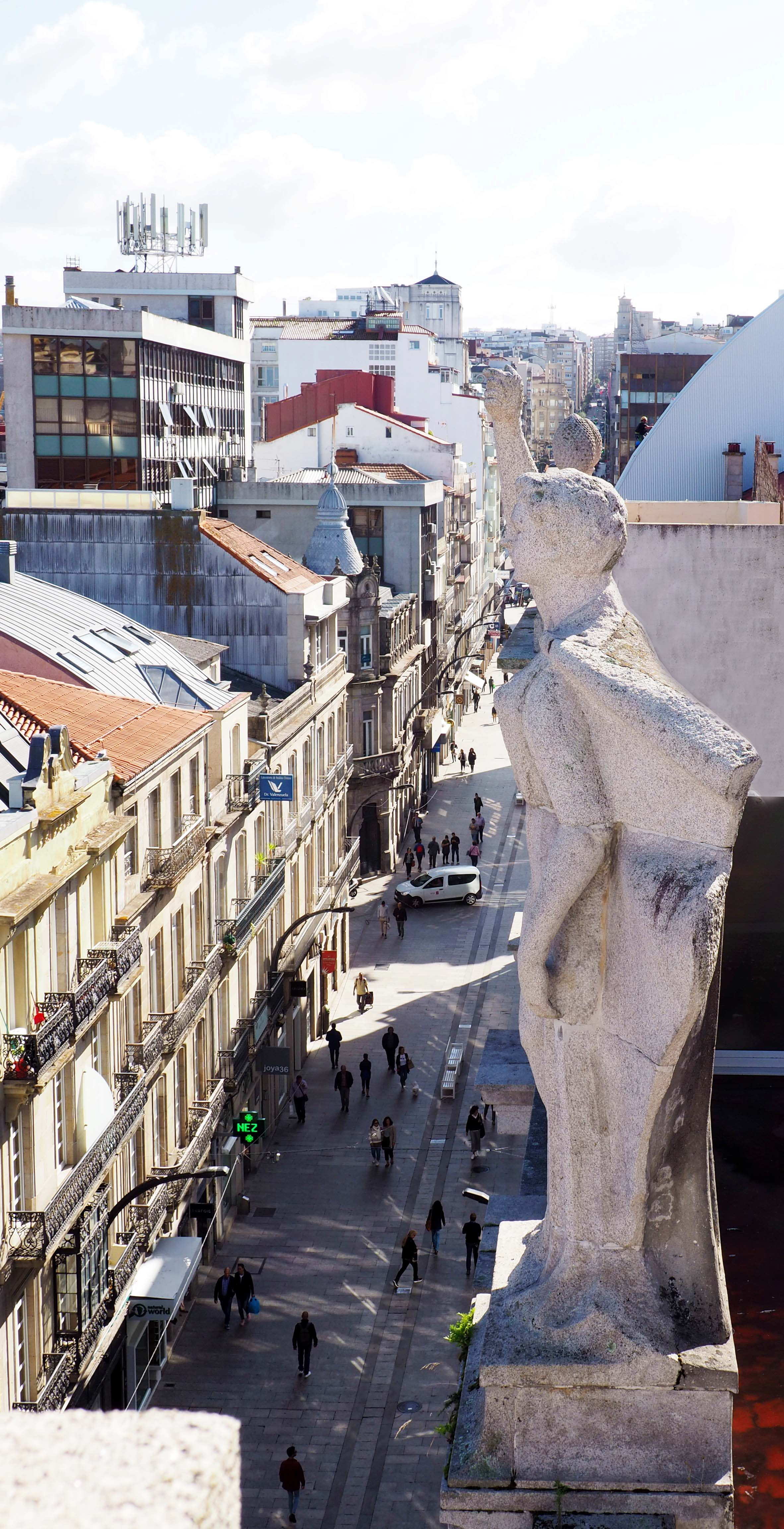
Vista de la calle Príncipe desde penúltima planta del edificio Romero con escultura del escultor vigués Camilo Nogueira

## Trayectoria
Se licenció en Madrid en 1924 y trabajó de profesor en la Escuela de Artes y Oficios de Vigo desde 1927 hasta 1967. Fue arquitecto municipal en Santiago de Compostela de 1930 a 1931 y luego trabajó en Vigo.
Su estilo estuvo influenciado por Manuel Gómez Román y Antonio Palacios.

## Obra
- Hotel Compostela, en Santiago de Compostela (1930).
- Escuela Naval de Marín.[4]

### En Vigo

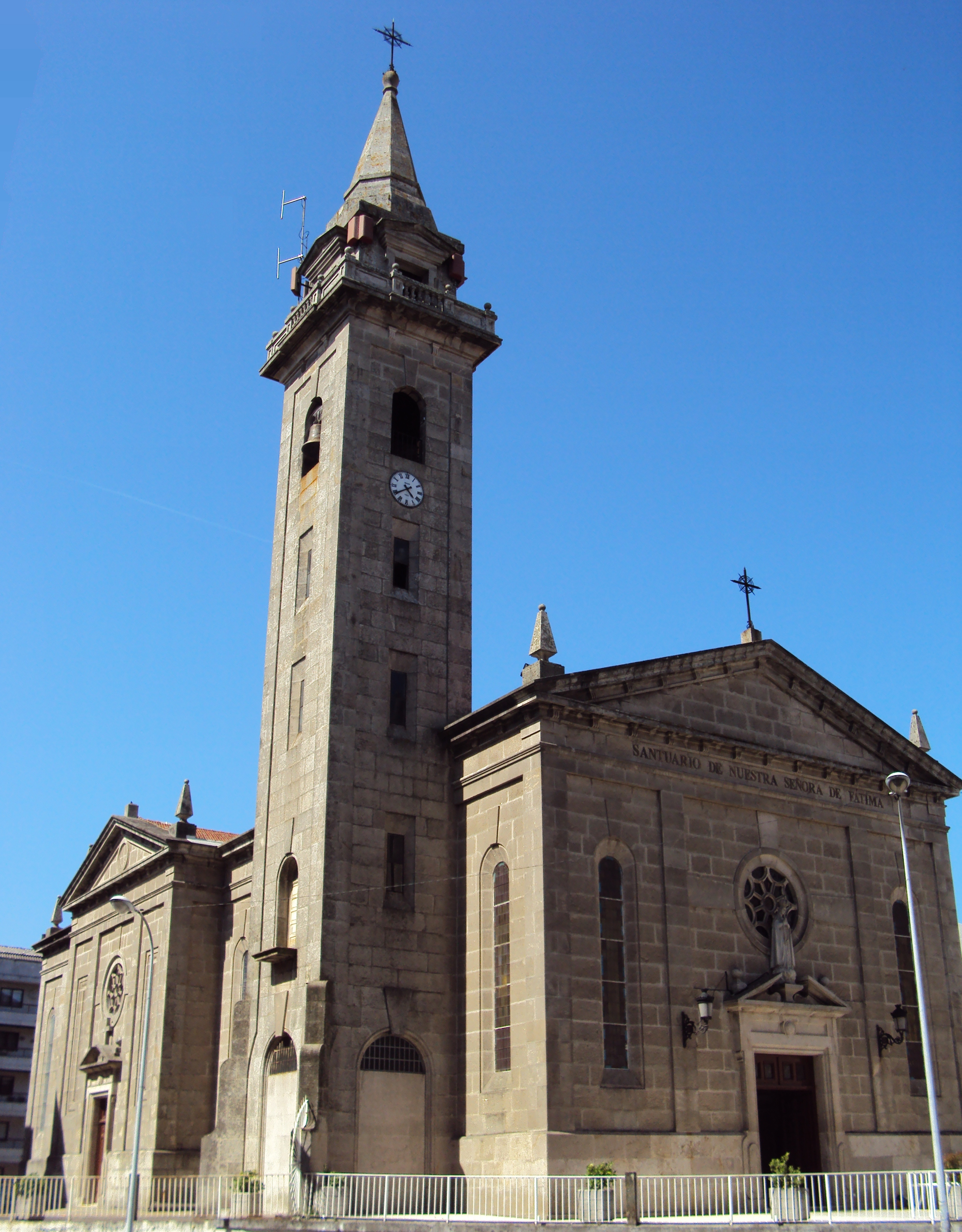
Iglesia de Nuestra Señora de Fátima.

- Sede del Real Club Celta de Vigo, entre la rúa Conde de Gondomar y la Plaza de España.
- Colegio San José de Cluny, en la Estrada Provincial (1929).
- Hogar y Clínica de San Rafael, en la rúa San Juan de Dios (1935).
- Proyecto de cine en la esquina de Velázquez Moreno con Marqués de Valladares. No llegó a hacerse.[5]
- Instituto Santa Irene, en la plaza de América (1941).[6]
- Colegio-hogar San Roque, entre la rúa Filipinas y la Avda. de Madrid (1943).
- Sede Social de ABANCA (anterior Caja de Ahorros de Vigo), en la rúa García Barbón (1948).[7]
- Fachada de la Iglesia de Oya (1951).[8]
- Iglesia de Nuestra Señora de Fátima (1951).[9]
- Iglesia de Nuestra Señora del Carmen, en la rúa Pintor Laxeiro (1951).[10]
- Hogar San Paio (Gota de Leche) en la Ronda de Don Bosco (1953).[11]
- Edificio Romero en la calle Príncipe n.º 32-34 (1953).[12]
- Capilla de las Trinitarias, en la rúa Ecuador (1953).
- Iglesia de San Francisco Javier, en el colegio jesuita Apóstol Santiago en la rúa Sanjurjo Badía (1954).
- Iglesia de la Soledad, en la Atalaya del Monte del Castro (1957).[13][14]

## Reconocimiento
El año de su muerte, el Ayuntamiento de Vigo dio su nombre a una calle de la ciudad.